# Cantalupo in Sabina
Cantalupo in Sabina là một đô thị tại tỉnh Rieti, trên đồi Sabine thuộc vùng Lazio, Ý. Đô thị này có diện tích 10 km2 và dân số 1621 người (năm 2001).